# جوردن فيليبس
جوردن فيليبس (بالإنجليزية: Jordan Phillips)‏ هو لاعب كرة قدم أمريكية أمريكي، ولد في 21 سبتمبر 1992 في تواندا في الولايات المتحدة.

## وصلات خارجية
- جوردن فيليبس على موقع مرجع كرة القدم المحترفة.كوم (الإنجليزية)